# 曹輿
曹輿，山西介休人，明朝政治人物。舉人出身。

## 生平
建文四年，登山西壬午科乡试中舉。永樂二年（1404年），登甲申科進士，授行人司行人。